# 11027 Astafʹev
11027 Astafʹev este un asteroid din centura principală de asteroizi.

## Descriere
11027 Astafʹev este un asteroid din centura principală de asteroizi. A fost descoperit pe 7 septembrie 1986 la Observatorul astrofizic din Crimeea de Liudmila Cernîh. El prezintă o orbită caracterizată de o semiaxă mare de 2,16 ua, o excentricitate de 0,09 și o înclinație de 1,2° în raport cu ecliptica.